# Vladimir Belov (schaker)
Vladimir Sergejevitsj Belov (Russisch: Владимир Сергеевич Белов) (Kirzjatsj (Oblast Vladimir), 6 augustus 1984) is een Russische schaker met FIDE-rating 2614 in 2017. Hij is, sinds 2003, een grootmeester (GM).
Op zesjarige leeftijd leerde Belov schaken, toen hij elf was kreeg hij grootmeester Sergei Schipow als trainer. In 2006 voltooide hij zijn studie schaken aan de Russische Staatsuniversiteit voor Lichaamswetenschappen in Moskou. Hij werkt met goede schaaksters in Rusland, maar ook met Nasi Paikidse uit Georgië. Hij was de officiële commentator bij de Wereldkampioenschappen schaken in 2006.

## Individuele resultaten
- 1996: winnaar Russische jeugdkampioenschap, categorie tot 12 jaar, in Wolgograd (1996)
- 2000: 2e plaats bij de Kasparov-Beker in Moskou
- 2002: 3e plaats bij het Russische jeugdkampioenschap, categorie tot 18 jaar, in Dagomys
- 2004: winnaar Kavala Open
- 2005: winnaar Masters Open in Hastings
- In juli 2005 werd in Esbjerg het 20ste Noordzee cup 2005 toernooi gespeeld, dat met 7.5 punt uit negen ronden gewonnen werd door Belov. Er waren 128 deelnemers. Vier schakers eindigden met zeven punten op de tweede plaats. Na een tie-break werd Igor Khenkin tweede en Maarten Solleveld derde. Stefan Đurić bezette de vierde plaats, en de Duitse grootmeester Sergei Kalinitsjev eindigde op de vijfde plaats.
- In augustus 2005 speelde Belov mee in het toernooi om het open jeugdkampioenschap van Nederland dat in Hengelo onder de naam Euro Chess Tournament 2005 verspeeld werd. Hij speelde in de groep Stork Young Masters en eindigde met zes uit negen op de vierde plaats. Het toernooi werd na de tie-break gewonnen door Aleksander Rjazantsev eveneens met zes punten uit negen ronden.
- 2007: winnaar van het kampioenschap van Moskou
- 2008: winnaar MTO Open in Biel, winnaar open toernooi in Svenigorod (50 km ten westen van Moskou) en winnaar 16e Tsjigorin-Memorial in Sint-Petersburg[1][2]

## Schaakverenigingen
In de Russische kampioenschappen voor verenigingen speelde Vladimir Belov van 2004 tot 2006 voor Termosteps Samara, in 2007 voor Elara Tscheboksary, in 2009 voor Eurasia Logistics Moskau en in 2010 voor Ural Swerdlowsk Region, waarmee hij in 2010 ook deelnam aan de European Club Cup. In de Chinese kampioenschappen voor schaakverenigingen speelde hij in 2009 voor Zhejiang Meiyuan Hotel en in 2013 voor Qinhuangdao Evening News.

## Externe koppelingen
- (en)   Informatie over schaakpartijen van Vladimir Belov op ChessGames.com
- (en)   Informatie over schaakpartijen van Vladimir Belov op 365chess.com
- (en)  FIDE-ratinggegevens voor Vladimir Belov